# Герб Хийумаа
Герб Хийумаа — наряду с флагом является официальным символом Хийумаа, одного из уездов Эстонии. Герб был утверждён 25 ноября 1996 года. Автор: Тыну Куке (эст. Tõnu Kuke).

## Описание
В серебряном поле червлёный канат в столб с тремя узлами, сопровождаемый четырьмя червлёными же геральдическими лилиями.

## История

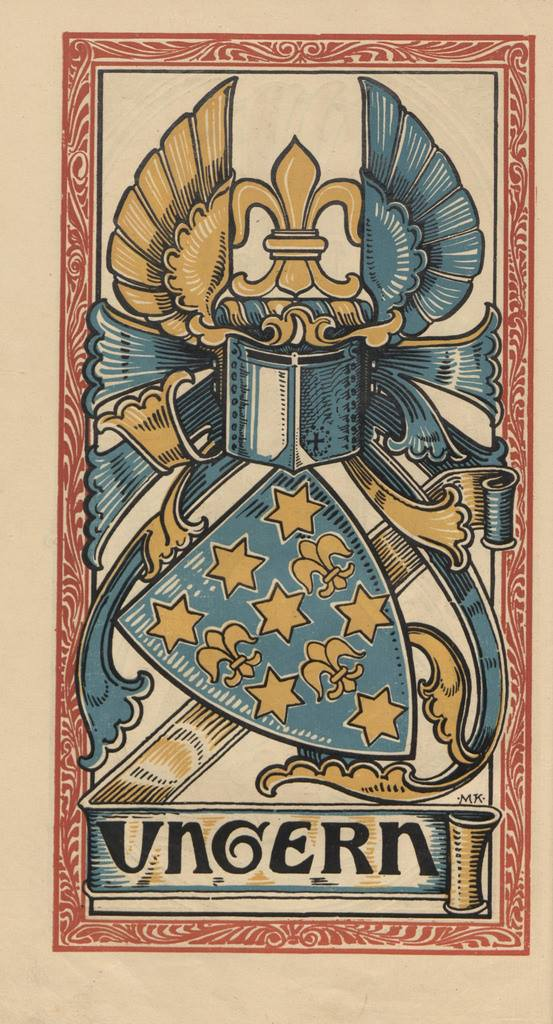
Герб рода фон Унгерн-Штернберг («Baltischer Wappen-Kalender», 1902 год)

Конкурс на герб для уезда Хийумаа был объявлен в 1990 году. Всего было представлено 64 проекта. Работа художника Тыну Куке была поддержана 8 из 10 членов жюри и получил медаль II степени этого конкурса. В апреле 1990 года герб был одобрен Советом уезда, а 23 мая 1994 года — государственным секретарём Эстонской республики. 25 ноября 1995 года герб был зарегистрирован в Государственной канцелярии Эстонской Республики с описанием: «В серебряном щите в столб красный канат с тремя узлами и четыре красные лилии, по две по обе стороны от каната».
Лилии на гербе соотносятся с гербом рода Унгернов-Штернбергов, владевшими землями и замками на острове с XII века. Количество лилий соответствует числу муниципалитетов, входящих в уезд, а канат связан с сюжетом о верности обещанию из предания, опубликованного в сборнике XIX века «Сокровища предков» (эст. Esivanemate varandus) Матиасом Иоганном Эйзеном. В предании говорится о старике с острова Даго (старое немецкое название Хийумаа), давшем канат с тремя узлами трём рыбакам. Узлы следовало развязывать равномерно в ходе пути к материку, чтобы получить попутный ветер: один при отплытии, один в середине, а один в конце. Но рыбаки не послушали и развязали сразу все три. Лишь чудом им удалось спастись после налетевшего ветра, унесшего их далеко в море.

## См.также
- Флаг Хийумаа